# جامعه‌شناسی هیجان‌ها
جامعه‌شناسی هیجان‌ها یا جامعه‌شناسی احساسات (Sociology of Emotions)، یکی از رشته‌های زیرشاخه جامعه‌شناسی است که تلاش می‌کند با استفاده از نظریه‌ها و تکنیک‌های جامعه‌شناسی، هیجان‌ها و احساسات انسان را مطالعه کند. در یک نگاه کلی جامعه‌شناسی به عنوان پاسخی برای تأثیر منفی مدرنیزاسیون به وجود آمد و حتی می‌شود گفت که بسیاری از نظریه‌های کلاسیک این رشته بدون اینکه ادعای این کار را داشته باشند، با احساسات انسانی سروکار داشته‌اند.

کارل مارکس، سرمایه‌داری را سبب جدایی انسان از وجود خودش می‌دانست، زیمل در مورد تأثیر کلان‌شهر بر انسان می‌نوشت و ماکس وبر تأکید بر خاصیت عقلانی مدرنیته بر انسان‌ها داشت.

## پیشینه
جامعه‌شناسی هیجان‌ها در اواخر دهه ۱۹۷۰ و اوایل دهه ۱۹۸۰ میلادی به عنوان یکی از حوزه‌های جامعه‌شناسی در آمریکا مورد توجه قرار گرفت و در خلال مقطع زمانی مذکور شمار قابل توجهی مقاله و کتاب در این حوزه به چاپ رسید که در آنها با احساسات به عنوان مقوله‌ای که قابل بررسی و تحلیل جامعه‌شناختی است برخورد شد.